# Komoča
Komoča (in ungherese Kamocsa) è un comune della Slovacchia facente parte del distretto di Nové Zámky, nella regione di Nitra.